# گالا، تبت
گالا، تبت (به لاتین: Gala) یک شهرک در جمهوری خلق چین است که در شهرستان کانگمار واقع شده‌است.